# Bravo Bravissimo Festival
Bravo Bravissimo Festival è stato un programma televisivo italiano e spin-off del defunto Bravo Bravissimo (1991-2001), andato in onda in prima serata su Rete 4 nel 2002 con la conduzione di Mike Bongiorno.
L'autore era Ludovico Peregrini, mentre la regia era di Mario Bianchi e la direzione artistica di Peppe Vessicchio.

## Il programma
Si tratta di un secondo spin-off di Bravo Bravissimo (1991-2001), dopo il pomeridiano Bravo Bravissimo Club (2001-2002), in cui l'ambito della gara era ristretto ai soli cantanti e partecipavano 36 concorrenti – 12 per eliminatoria, 5 dei quali venivano selezionati per la finale – accompagnati dall'orchestra, provenienti "solo" da tutta Italia. Mentre il programma vero e proprio non era esclusivamente canoro e, oltretutto, era patrocinato dall'UNICEF (Fondo delle Nazioni Unite per l'Infanzia), lo spin-off era patrocinato dal trio Regione Piemonte-Provincia di Novara-Comune di Novara. La sede era, fin dall'undicesima (e ultima) edizione di Bravo Bravissimo, il Teatro Coccia di Novara. Le sigle erano:
- quella di apertura, che era una versione orchestrata di Brava (successo di Mina del 1965)[2], nel cui ritornello le coriste ripetevano "bravi, bravi";
- quella di chiusura – cantata da tutto il cast dei ragazzi – che, in origine, doveva essere una cover di Quelli belli come noi[2][3], ma inspiegabilmente fu scelta Noi stiamo insieme[3].

### Classifica finale
- Valerio Scanu[4] – Cambiare[5]
- Damiano Sardi – Unchained Melody[N 1]
- Alfio Biuso – Io che non vivo (senza te)[5]

Il vincitore era Valerio Scanu (allora 12enne) con Cambiare, mentre il Premio di qualità della giuria era assegnato ad Alfio Biuso.

### Controversie
Come i talent-show Ti lascio una canzone (2008-2012, 2014-2015), Io canto (2010-2011, 2013) e, ultimamente, tre spin-off su sei: The Voice Kids (2023 – in produzione), Io canto Generation (2023 – in produzione) e Io canto Family (2024 – in produzione), Bravo Bravissimo Festival presentò forti analogie con manifestazioni canore tipo Canzonissima, il Festival di Sanremo, la Mostra internazionale di musica leggera, Un disco per l'estate o il Cantagiro, tanto per citarne alcune; tale particolarità suscitò polemiche, così in rete come in ambito giornalistico, che portarono a definire la trasmissione "una caricaturale scimmiottatura di analoghe competizioni per adulti". Il programma, inoltre, fu oggetto di polemiche da parte di:
- Antonio Marziale, presidente dell'Osservatorio sui Diritti dei Minori e consulente della Commissione Parlamentare per l'Infanzia e l'Adolescenza, che ne chiese la sospensione[12];
- Alessandro Caspoli, direttore dell'Antoniano e presidente della giuria dello Zecchino d'Oro, il quale ritenne che certe situazioni oggetto dello show non si adattassero a bambini e adolescenti[13];
- Elisabetta Gavasci Scala, responsabile dell'Osservatorio Media del MOIGE (MOvimento Italiano GEnitori), che si scagliò contro la trasmissione e la giudicò inadeguata in rapporto alla giovane età dei suoi concorrenti, accusandola di strumentalizzare, spettacolarizzare e "adultizzare" i piccoli partecipanti.

### Chiusura e repliche
Dopo una sola stagione, il programma venne cancellato per violazione del Codice di autoregolamentazione TV e minori. Negli anni successivi alla trasmissione originale, Bravo Bravissimo Festival fu riproposto dal defunto canale satellitare Mediaset Happy Channel e, nel 2011, dall'emittente televisiva Mediaset Extra.

### Fonti
1. 1 2  Il tutto, come sempre.
2. 1 2  Entrambe composte da Bruno Canfora.
3. 1 2  La prima, nata nel 1969 come sigla iniziale di Canzonissima e cantata, in quell'anno, dalle gemelle Kessler; la seconda, che era la versione in italiano di We Go Together, tratta dal musical Grease (1971) scritto e composto dal duo Jacob-Casey.
4. ↑   Francesco Paracchini, Emanuela e Stefania Schintu, Valerio Scanu è il vincitore deciso dal popolo sovrano!, su L'Isola. URL consultato il 18 febbraio 2025 (archiviato dall'url originale il 3 novembre 2013).
5. 1 2  Brani presentati al Festival di Sanremo: il primo da Alex Baroni, alla XLVII edizione, nella sezione Nuove proposte (1997); il secondo da Pino Donaggio, alla XV edizione (1965), in abbinamento con la statunitense Jody Miller.
6. 1 2  Programmi Rai.
7. 1 2 3 4 5  Talent show presentati: il primo e il terzo, da Antonella Clerici; il secondo e il quarto, da Gerry Scotti; il quinto da Michelle Hunziker.
8. 1 2 3  Programmi Mediaset.
9. 1 2 3  Programmi televisivi in produzione.
10. ↑  Secondo spin-off di The Voice of Italy (2013-2016, 2018-2019), tra The Voice Senior (2020 – in produzione) e The Voice Generations (2024 – in produzione).
11. 1 2  Primi due spin-off del già citato Io canto, che precedono Io canto Senior (2025 – in produzione).
12. 1 2   Marina Perotta, L'Osservatorio sui Diritti dei Minori chiede la sospensione di programmi tipo "Bravo Bravissimo Festival", "Ti lascio una canzone", "Io canto" e "The Voice Kids", su TvBlog, 28 settembre 2010. URL consultato il 3 febbraio 2025.
13. ↑   Sandra Cesarale, Basta con i bambini dello Zecchino divi pop, Corriere della Sera, 14 settembre 2010. URL consultato il 3 febbraio 2025.
14. 1 2 3 4 5 6  I titoli in grassetto indicano gli spin-off trasmessi in prima serata.
15. 1 2 3  Trilogia degli spin-off di Io canto.
16. 1 2 3  Trilogia degli spin-off di The Voice of Italy.

### Annotazioni
1. ↑  Dal film Senza catene (1955).
2. ↑  Infatti, lui è nato il 10 aprile 1990.
3. ↑  Programma "fotocopia" del precedente.